# Pseudomnesicles milleri
Pseudomnesicles milleri är en insektsart som först beskrevs av Willy Adolf Theodor Ramme 1941.  Pseudomnesicles milleri ingår i släktet Pseudomnesicles och familjen Chorotypidae. Inga underarter finns listade i Catalogue of Life.